# Alex Fernández (comediante)
Alejandro Javier Fernández (Ciudad de México, 22 de noviembre de 1985), conocido como Alex Fernández, es un comediante y escritor de literatura de ambiente de stand up y escritor de comedia mexicano. Es conocido por sus especiales en Comedy Central Latinoamérica, CasaComedy y Netflix, así como por su podcast: El podcast de Alex Fernández y su participación en el video blog de comedia y deportes Deportología y La Liga de los Supercuates.

## Carrera
Estudió Mercadotecnia en el Instituto Tecnológico y de Estudios Superiores de Monterrey, campus Santa Fe. Ejerció la carrera de mercadotecnia durante 7 años, renunciando en el 2014 para dedicarse profesionalmente y de tiempo completo a la comedia. Para ese entonces ya había participado en STANDparados como comediante participante.
Participó en 6 temporadas de stand up para Comedy Central y fue parte del equipo de guionistas de Adal Ramones para STANDparados.
En 2016, produjo el primer video blog sobre comedia de stand-up en México: El Video Blog de Alex Fernández: El Video Blog, mismo que escribió y produjo. Ese mismo año se integró a Deportología como escritor, actor de parodias y conductor principal, junto con los comediantes Ricardo O'Farrill y Diego Zanassi.
En 2017 se estrenó su especial Original de Netflix: El Especial de Alex Fernández: El Especial, grabado ese mismo año dentro de Kidzania en la Ciudad de México.
En 2018 lanzó en distintas plataformas digitales su podcast: El Podcast de Alex Fernández, mismo que finalizó en 2022. Asimismo, en el año 2018 realizó una gira de stand-up llamada Ojalá se llene por la República Mexicana.
El 23 de agosto de 2019 lanzó un fragmento de su especial, titulado "Shots", para después estrenar la primera parte del mismo "Alex Fdz desde El Galerías" en distintas plataformas digitales. Ese mismo año estuvo nominado en los premios Eliot como líder digital del año.

## Filmografía
| Año       | Título                                        | Crédito | Crédito  | Crédito   | Notas                          |
| Año       | Título                                        | Actor   | Escritor | Productor | Notas                          |
| --------- | --------------------------------------------- | ------- | -------- | --------- | ------------------------------ |
| 2014-2015 | STANDparados                                  | Sí      | Sí       |           | 2 episodios; él mismo Escritor |
| 2015      | Ya Ni Llorar Es Bueno                         | Sí      |          |           | Varios episodios               |
| 2014-2016 | Comedy Central Stand Up                       | Sí      | Sí       |           | 4 episodios; él mismo          |
| 2017      | El Especial de Alex Fernández: El Especial    | Sí      | Sí       |           | Especial de comedia, él mismo  |
| 2017      | Drunk History                                 | Sí      |          |           | 1 episodio; narrador           |
| 2018-2019 | LOL: Last One Laughing                        | Sí      |          |           | 12 episodios; él mismo         |
| 2019      | ALEX FDZ DESDE EL GALERÍAS                    | Sí      | Sí       | Sí        | Especial de comedia, él mismo  |
| 2020      | ALEX FERNÁNDEZ: EL MEJOR COMEDIANTE DEL MUNDO | Sí      | Sí       |           | Especial de comedia, él mismo  |